# SD英雄之挑战
《SD英雄之挑战》是一款由萬普制作和发行的动作游戏。本游戏于1990年12月29日在日本地区超级任天堂发行。 本游戏是万普在超级任天堂发行的SD英雄之挑战首作。
SD家园拥着着众多英雄。为了维护和平，英雄们需要与邪恶军团进行战斗。玩家选择奥特曼、假面骑士和高达等人物，进行探索和战斗。